# Ligne 3 du tramway de Tallinn
 
La ligne 3 du tramway de Tallinn (en estonien : 3 Tallinna trammiliin) est une ligne de tramway de Tallinn qui circule entre Tondi et Kadriorg à Tallinn en Estonie.

## Arrêts
| Arrêts           | Rue / lieu                   |
| ---------------- | ---------------------------- |
| Kadriorg         | August Weizenbergi tänav     |
| L. Koidula       | Lydia Koidula tänav          |
| J. Poska         | Jaan Poska tänav             |
| Tallinna Ülikool | Tallinna Ülikool             |
| Hobujaama        | Viru Keskus                  |
| Viru             | Parc Tammsaare et Porte Viru |
| Vabaduse väljak  | Place de la Liberté          |
| Kosmos           | Cinéma Kosmos                |
| Vineeri          | Vineeri tänav                |
| Tallinn-Väike    | Gare de Tallinn-Väikse       |
| Kalevi           | Pärnu maantee                |
| Tondi            | Gare de Tondi                |
| Sources:         |                              |

## Galerie

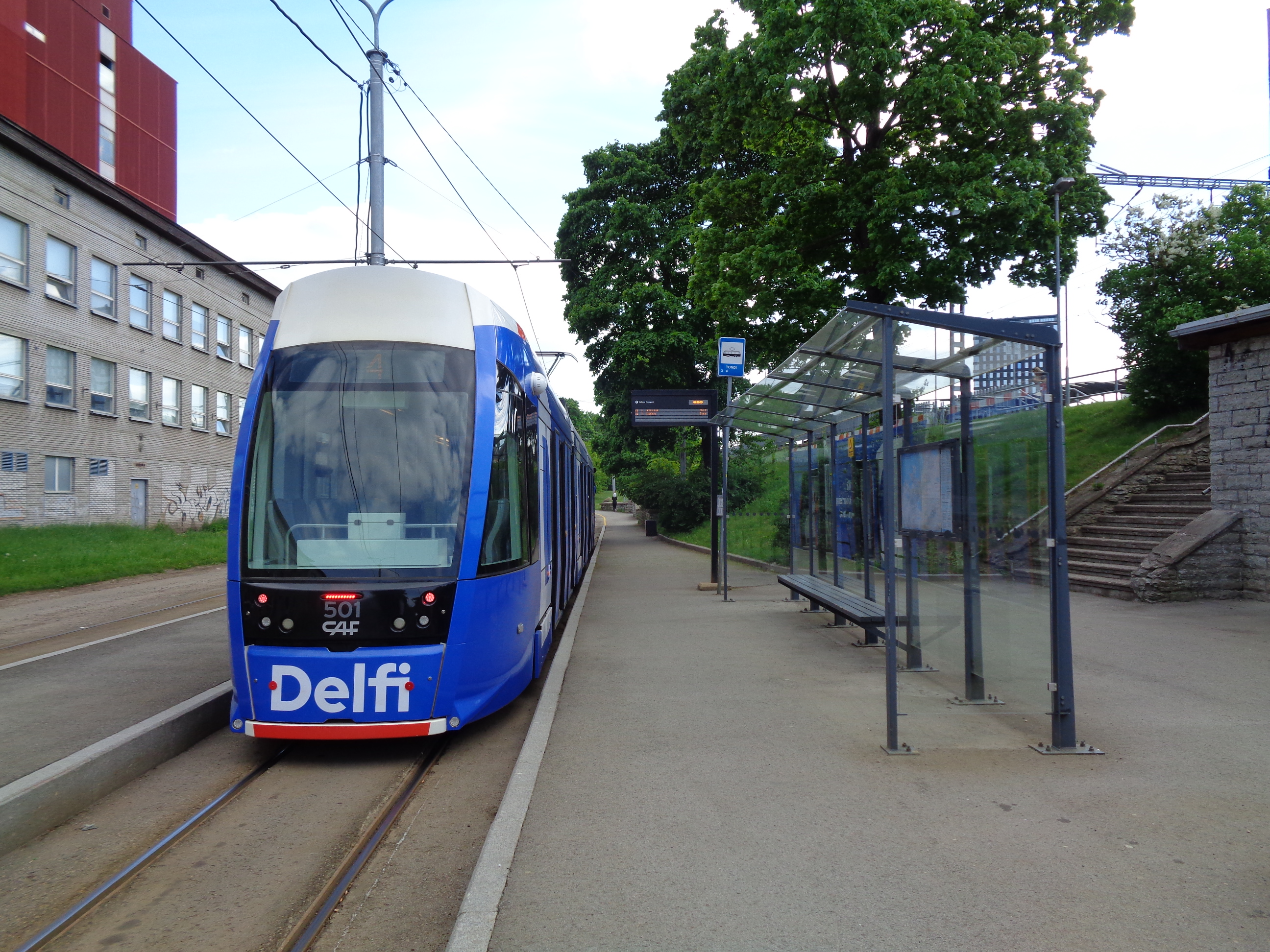
Arrêt Tondi
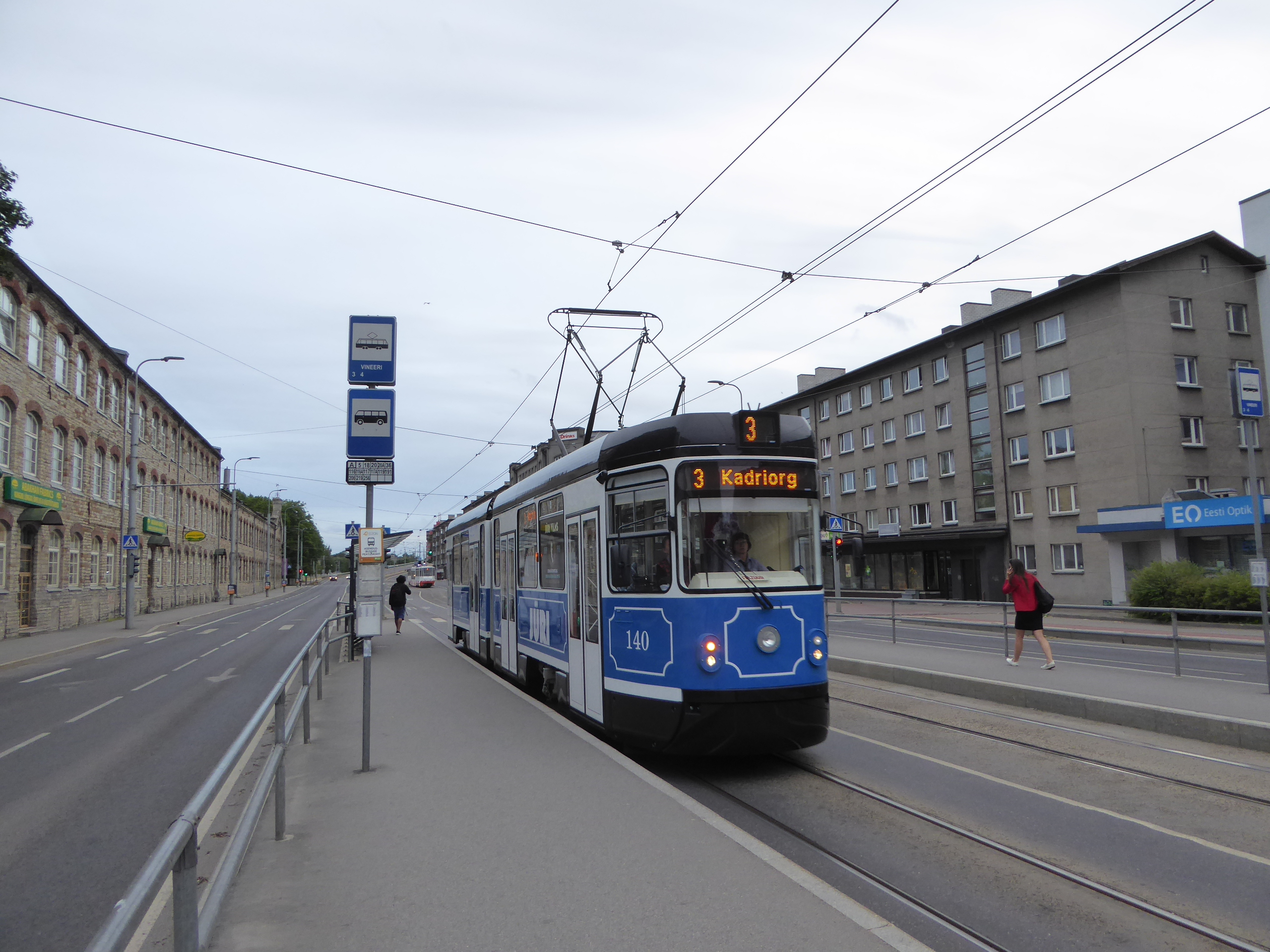
Arrêt Vineeri
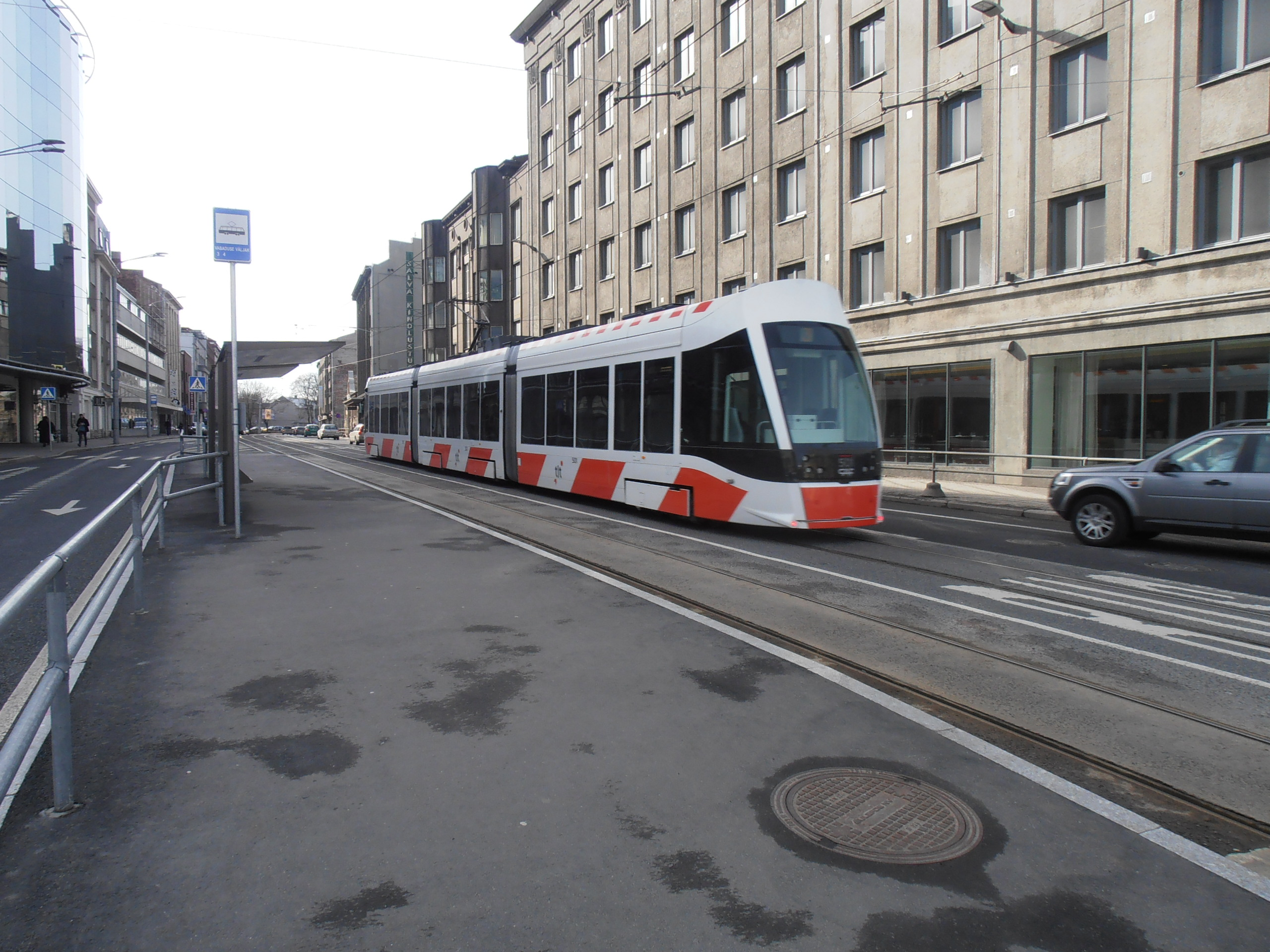
Arrêt Vabaduse
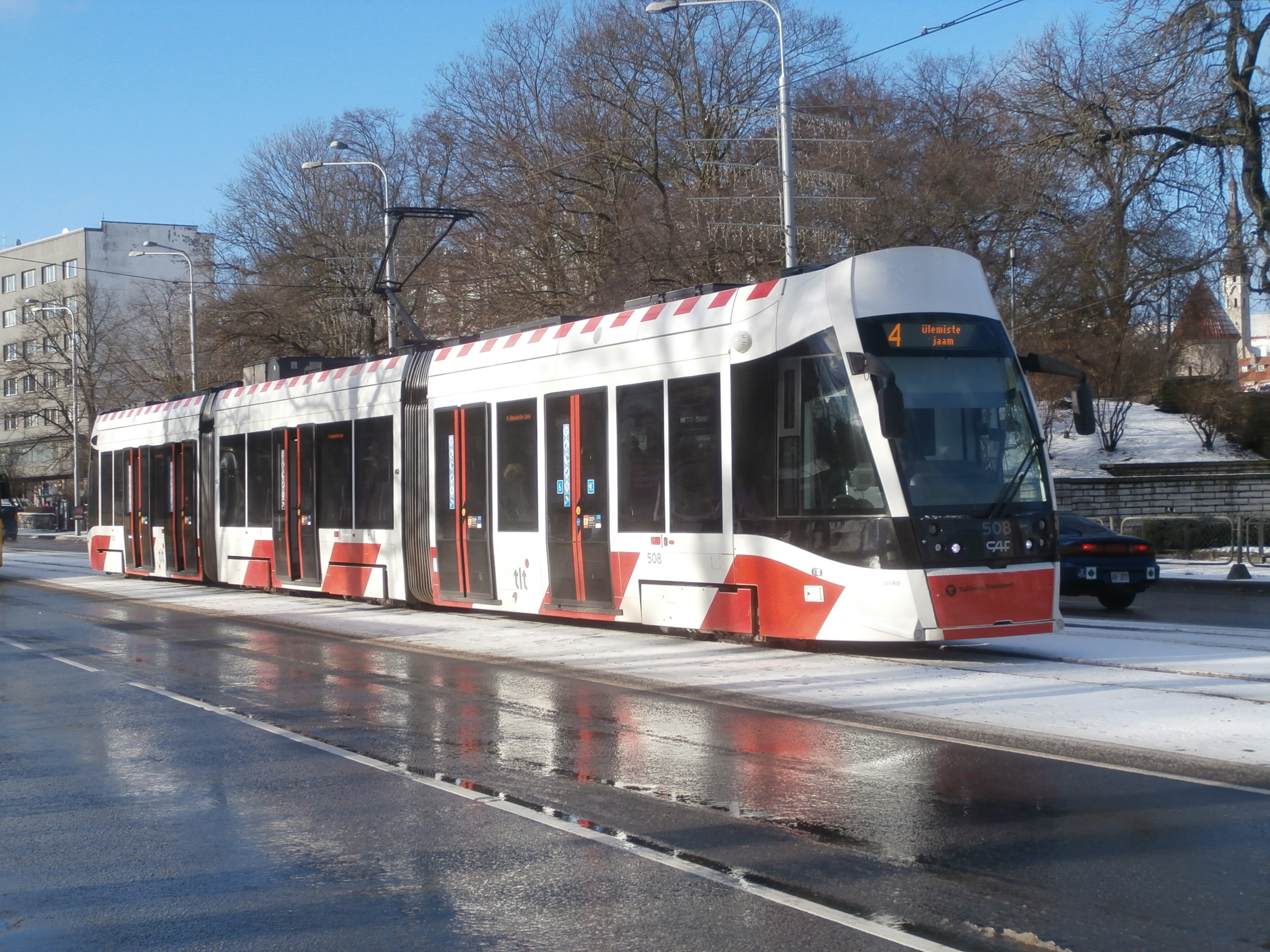
Arrêt Viru
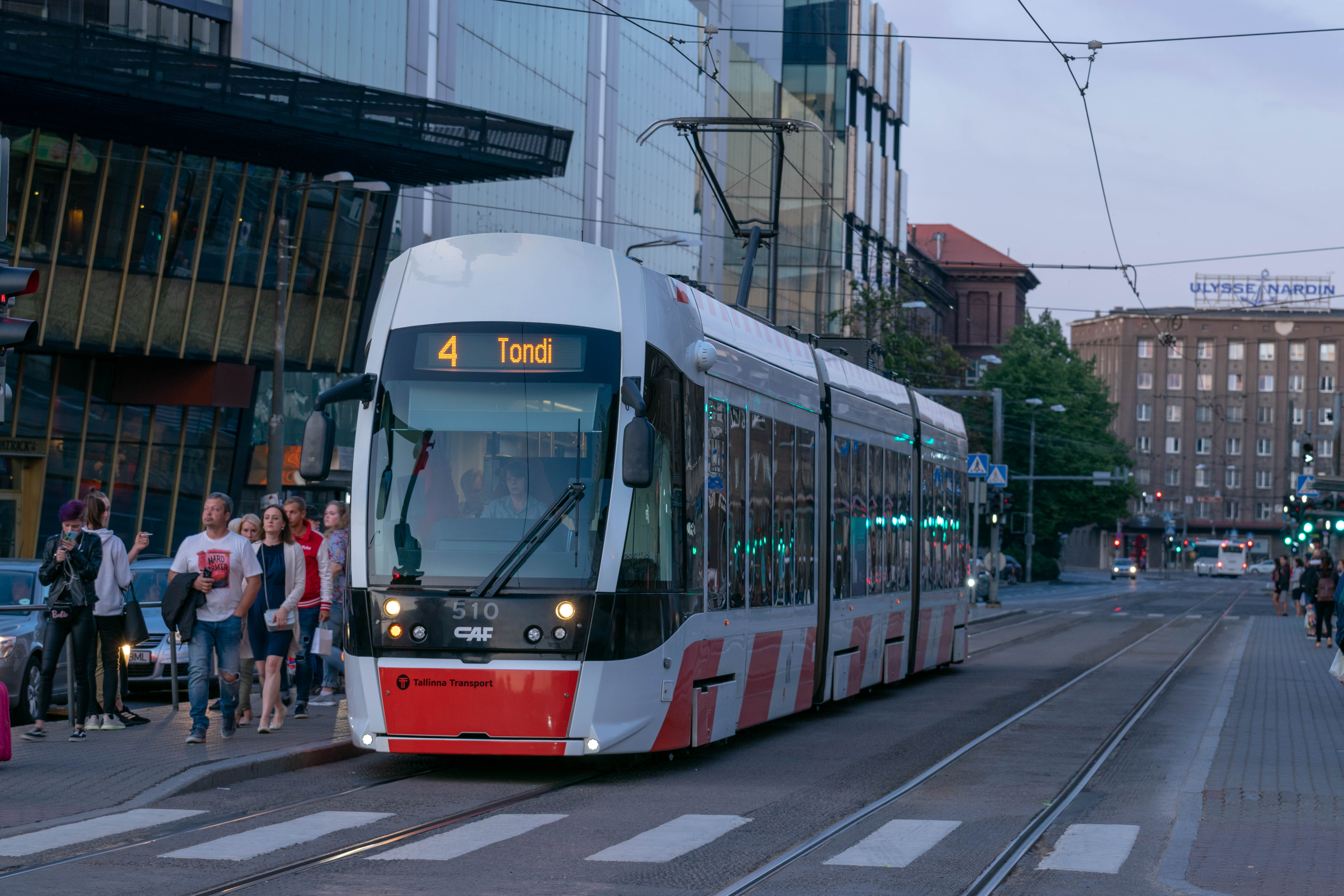
Arrêt Hobujaama
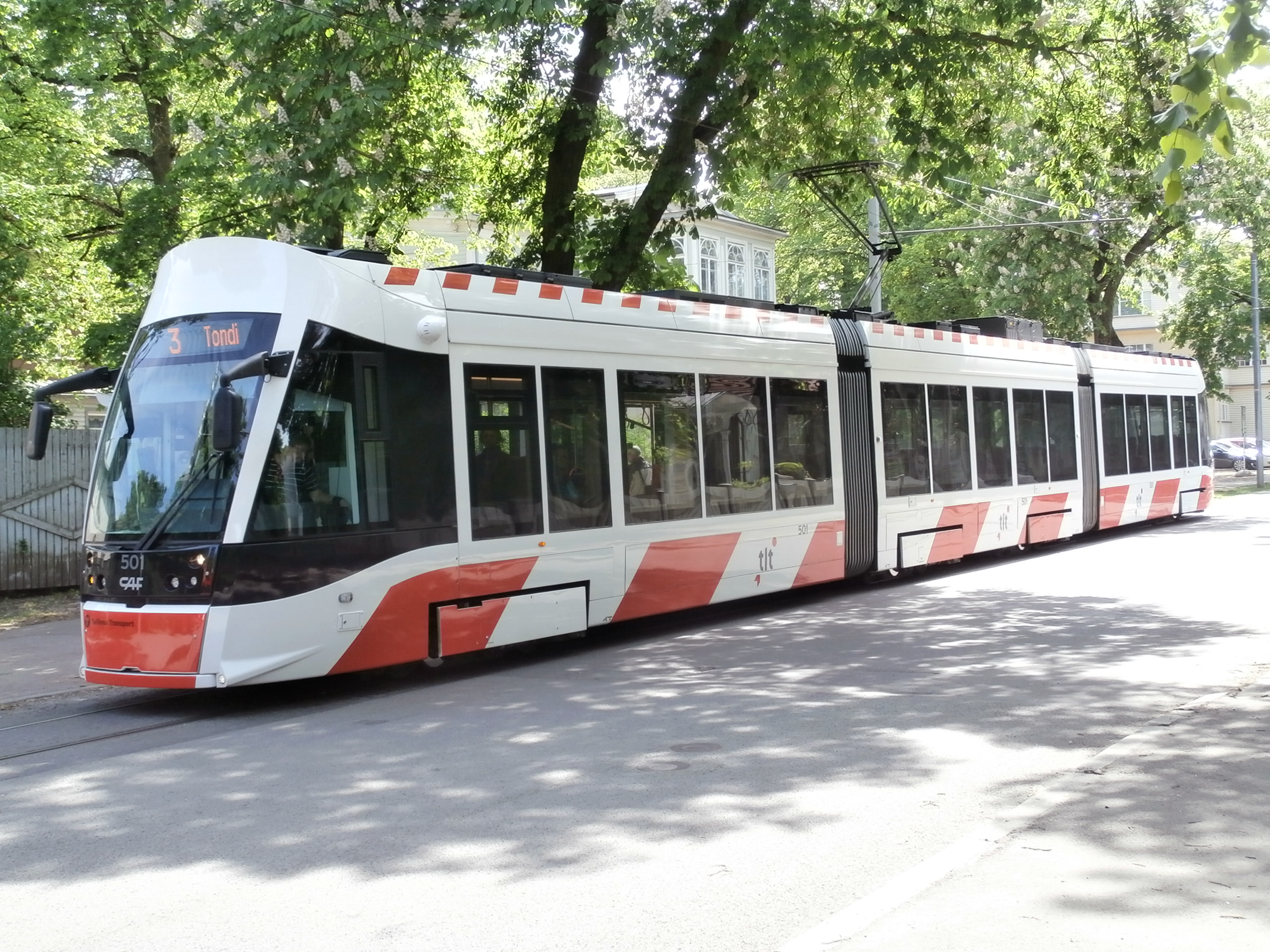
Arrêt Poska
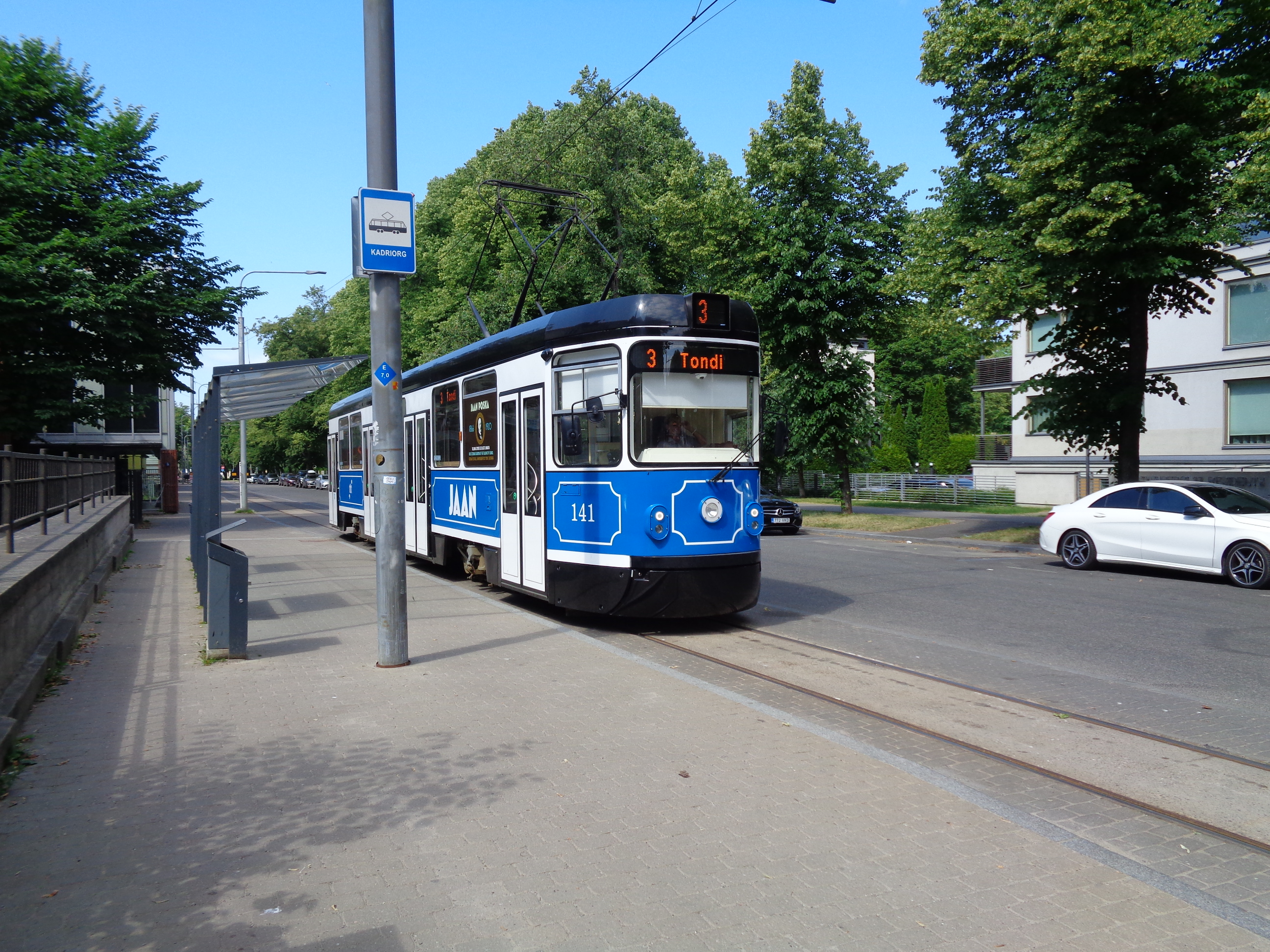
Arrêt Kadriorg